# Pettneu am Arlberg
Pettneu am Arlberg är en ort och kommun i förbundslandet Tyrolen i Österrike. Kommunen har 1 447 invånare (2024), på en yta av 56,80 km². Orten ligger cirka 6,5 kilometer öster om Sankt Anton am Arlberg. Ortnamnet är påträffat redan på 1300-talet som "Ponte novu (nou)" vilket ungefär betyder ny bro.
Kommunen består av två orter (Ortschaften) (inom parentes invånarantal 1 januari 2024):
- Pettneu am Arlberg (1 091)
- Schnann (356)